# Маршал Олман
Маршал Скот Олман (енгл. Marshall Scot Allman; Остин, 5. април 1984) амерички је глумац. Најпознатији је по улози тинејџера Ел Џеја у америчкој ТВ серији Бекство из затвора.